# Marcus Haislip
Marcus Haislip (* 22. Dezember 1980 in Lewisburg, Tennessee) ist ein US-amerikanischer Basketballspieler, der bei einer Körpergröße von 2,08 m auf der Position des Power Forward spielt.

## Karriere
Haislip begann mit dem Basketballspielen an der Marshall High School in seiner Heimatstadt Lewisburg in Tennessee. 1999 wechselte er an die University of Tennessee, wo er für drei Jahre aktiv war. Nachdem Haislip 2002 beim NBA-Draft von den Milwaukee Bucks an 13. Stelle gewählt wurde, wechselte er in die NBA, wo er zwei Jahre bei den Bucks und einer weiteren Saison bei den Indiana Pacers unter Vertrag stand. 2005 wechselte Haislip erstmals nach Europa. In der Türkei spielte er für Fenerbahçe Ülkerspor und Efes Pilsen, debütierte in der EuroLeague und konnte mit Efes Pilsen den türkischen Pokal gewinnen, welcher der erste Titel seiner Profikarriere sein sollte. Nach zwei weiteren Spielzeiten bei Unicaja Málaga und einem erneuten Engagement in der NBA bei den San Antonio Spurs, wechselte Haislip im Januar 2010 zum griechischen Spitzenverein Panathinaikos Athen. Seit Dezember 2015 spielt er wieder in der Türkei, zum dritten Mal, diesmal bei Türk Telekom Ankara.

## Erfolge
- Türkischer Pokalsieger: 2007
- FIBA Afrikanische Champions League: Bronzemedaille 2014 mit Club Africain (Basketball)

## Auszeichnungen
- All-SEC 2nd Team: 2002
- Teilnahme beim türkischen All Star Game: 2006, 2007
- Teilnahmen am griechischen All Star Game: 2010